# 苯丙酸诺龙
苯丙酸诺龙（英語：或 Nandrolone hydrocinnamic，缩写NPP，商品名为Durabolin）是一种雄激素同化類固醇（AAS）药物，主要用于治疗乳腺癌和骨質疏鬆症女性，通过每周一次的肌肉注射进行。这类药物过去曾广泛应用，但现已逐渐停用。

19-去甲睾酮（Nandrolone，诺龙），NPP的最终活性形式